# Annabelle Williams
Annabelle Williams, OAM (nascida em 21 de julho de 1988) é uma nadadora paralímpica australiana, que disputou pela Austrália os Jogos Paralímpicos de Verão de 2012 em Londres, na Inglaterra, onde faturou duas medalhas, ouro e bronze, e já foi bronze no mundial de 2006 e 2010.

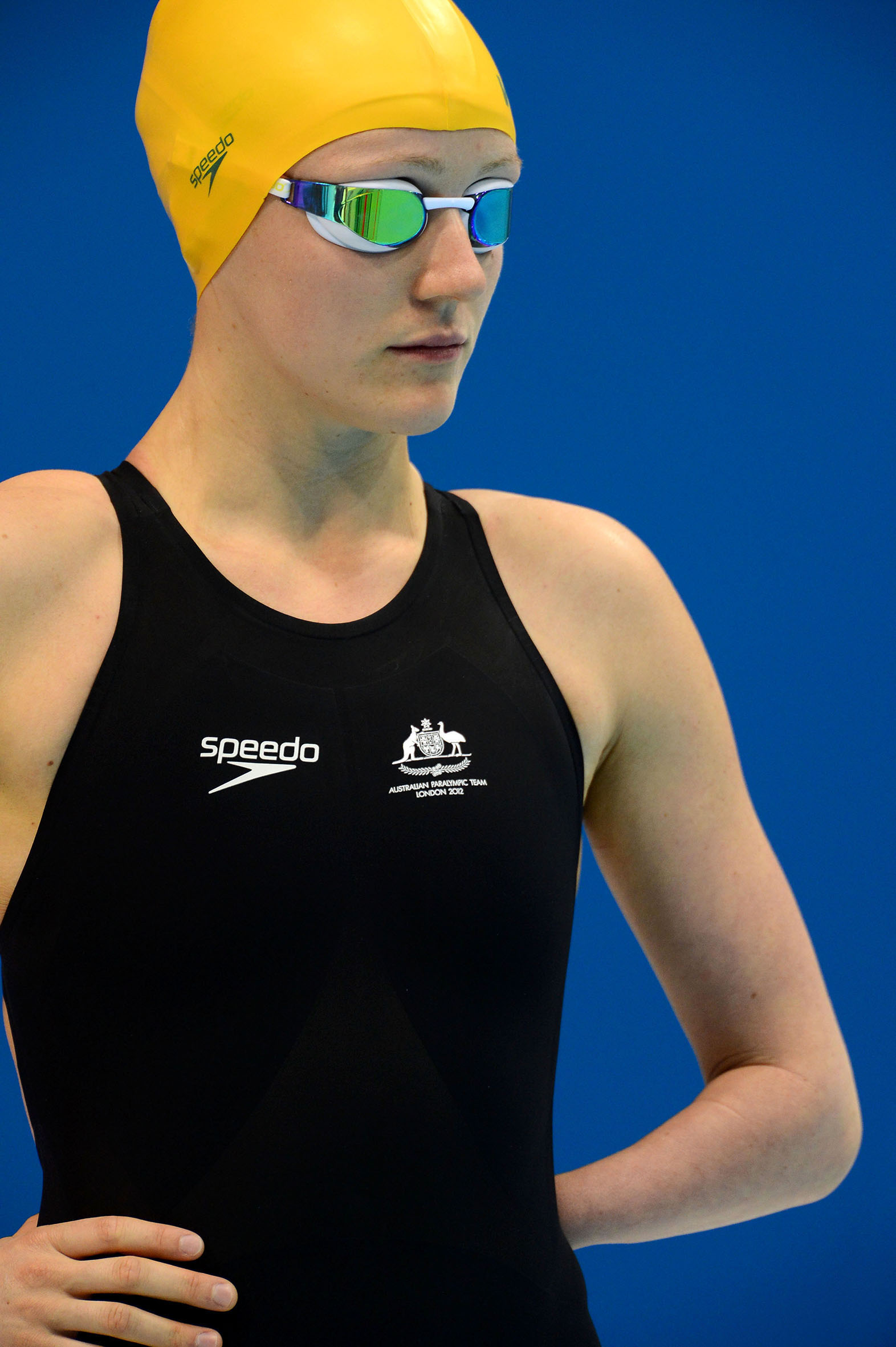
Annabelle durante a Paralimpíada de Londres, em 2012.